# Aleksandra Diwiejewska
Aleksandra, imię świeckie Agafia Siemionowna Mielgunowa (ur. w Riazaniu ok. 1729, zm. 13 czerwca 1789 w Diwiejewie) – święta mniszka prawosławna, założycielka monasteru w Diwiejewie.
Pochodziła z rodziny szlacheckiej. Wcześnie owdowiała i została sama z kilkuletnią córeczką. Wstąpiła do monasteru św. Flora w Kijowie, gdzie miała mieć widzenie Matki Bożej, która poleciła jej założenie nowego żeńskiego klasztoru. Udała się wówczas do monasteru w Sarowie, gdzie mnisi polecili jej wieś Osinowka koło Diwiejewa jako miejsce dla przyszłej wspólnoty monastycznej.
Aleksandra osiedliła się ostatecznie na plebanii cerkwi w Diwiejewie ok. 1765, po śmierci swojej córki i sprzedaży majątku rodzinnego. Cały uzyskany w ten sposób dochód przeznaczyła na budowę nowych świątyń, w tym głównego soboru monasteru w Sarowie. Sama przez dwadzieścia lat żyła samotnie na plebanii, wykonując prace fizyczne. Według wspomnień współczesnych była doskonale wykształcona, znała prawo kanoniczne Cerkwi, a także wyróżniała się dobrocią i chęcią pomocy wszystkim. Była uczennicą duchową starca Serafina z Sarowa.
W 1788 w Diwiejewie powstała nowa cerkiew Kazańskiej Ikony Matki Bożej. Za zgodą biskupa nowogrodzkiego mniszka Aleksandra zbudowała przy niej trzy cele dla kobiet, które postanowiły dołączyć do niej w nowym monasterze. Została przełożoną nowego klasztoru. Zmarła 13 czerwca 1789 i została pochowana w cerkwi w Diwiejewie. Jej relikwie są dziś w niej wystawione dla publicznego kultu.
Należy również ustanowionego w 2011 Soboru Świętych Kijowskich.